# НМХЛ в сезоне 2016/2017
Первый сезон Национальной молодёжной хоккейной лиги стартовал в сентябре 2016 года и завершился в апреле 2017 года.

## Формат сезона
Команды Западной конференции проводят с каждой командой по 4 матча: 2 дома и 2 в гостях. Команды Восточной конференции проводят с каждой командой по 8 матчей: 4 дома и 4 в гостях с командами из других конференций матчи не проводятся. Итого, команды конференций играют по 48 матчей.
За победу в основное время присуждается 3 очка, за победу в овертайме или серии буллитов дается 2 очка, за поражение в овертайме или серии буллитов — 1 очко, а за поражение в основное время команде ничего не дается.

## Плей-офф
По итогам 1-го этапа команды, занявшие с 1 по 8 места в конференции «Запад» и с 1 по 6 в конференции «Восток», получают право на участие во плей-офф.
В конференции «Запад», пары команд формируются согласно полученным номерам «посева»: 1-8, 2-7, 3-6, 4-5.
В конференции «Восток», команды, занявшие 1 и 2 места, напрямую выходят в полуфинал конференции. Пары команд формируются согласно полученным номерам «посева»: 3-6, 4-5.
В финале соревнований встретятся победители финалов конференции, а команды, потерпевшие поражения в сериях матчей ½ финала примут участие в серии матчей за 3-е место.

## Клубы
В сезоне 2016/2017 лигу покинули команды: СКА-Варяги, Юность-Минск и Комета. Алтай из Усть-Каменогорска и Спутник из Альметьевска перешли в Чемпионат МХЛ. ХК «Челны» перешёл в Первенство ВХЛ. 1 сентября 2016 года ХК «Зеленоград», а 4 ноября 2016 года ХК «Крылья Кубани» были исключены из числа участников НМХЛ.
| Команда               | Город                |                      |                      |
| Западная конференция  | Западная конференция | Западная конференция | Западная конференция |
| --------------------- | -------------------- | -------------------- | -------------------- |
| ХК Белгород           | Белгород             |                      |                      |
| ХК Брянск             | Брянск               |                      |                      |
| Дизелист              | Пенза                |                      |                      |
| ХК Дмитров            | Дмитров              |                      |                      |
| Драгуны               | Можайск              |                      |                      |
| Локо-Юниор            | Ярославль            |                      |                      |
| ХК Липецк             | Липецк               |                      |                      |
| ХК Россошь            | Россошь              |                      |                      |
| Северские Волки       | Северская            |                      |                      |
| СКА-Карелия           | Кондопога            |                      |                      |
| Тверичи               | Тверь                |                      |                      |
| Восточная конференция |                      |                      |                      |
| Батыр                 | Нефтекамск           |                      |                      |
| Горняк                | Учалы                |                      |                      |
| Красноярские Рыси     | Красноярск           |                      |                      |
| Мечел                 | Челябинск            |                      |                      |
| ЮУ-Металлург          | Орск                 |                      |                      |
| Прогресс              | Глазов               |                      |                      |
| Юниор                 | Курган               |                      |                      |